# Giorgio Fregosi
Giorgio Fregosi (Modena, 18 febbraio 1938 – Roma, 7 giugno 1998) è stato un politico italiano.

## Biografia
Membro del Partito Comunista Italiano, è candidato alle elezioni provinciali di Roma del 1985, diventa consigliere e assessore provinciale dal 1987. Viene rieletto nel Consiglio provinciale capitolino alle elezioni provinciali del 1990.
Dal 1994 diventa presidente della Provincia di Roma. Alle elezioni provinciali del 1995, le prime in cui il presidente viene scelto direttamente dei cittadini, viene rieletto alla guida dell'amministrazione provinciale capitolina con l'appoggio del PDS di cui fa parte, dei Popolari, del Patto dei Democratici, del PRI, del PSDI e dei Laburisti, vincendo al ballottaggio contro Silvano Moffa del centrodestra.
Muore d'infarto il 7 giugno 1998, all'età di 60 anni, da presidente della provincia in carica.
A lui è stata intitolata l'aula consiliare della Provincia di Roma presso Palazzo Valentini. Porta il suo nome anche un centro specialistico per bambini e adolescenti vittime di abuso e maltrattamento, situato a San Lorenzo (Roma).